# Papežská abdikace
K papežskému zřeknutí se úřadu (latinsky renuntiatio), nazývanému také papežská abdikace či papežská renunciace, dochází, když úřadující papež katolické církve dobrovolně odstoupí ze své funkce. Vzhledem k tomu, že doba úřadování papeže obvykle trvá od zvolení až do smrti, je papežská renunciace neobvyklou událostí. Před 21. stoletím s historickou jistotou jednoznačně odstoupilo pouze pět papežů, všichni v období mezi 10. a 15. stoletím. Kromě toho existují sporná tvrzení o rezignaci čtyř papežů, datovaná od 3. do 11. století; pátý sporný případ se mohl týkat antipapeže.
Několik papežů bylo navíc v době saeculum obscurum „sesazeno“, tedy násilně vyhnáno z úřadu. Historie a kanonická otázka je zde komplikovaná; obecně se zdá, že oficiální vatikánský seznam papežů uznává takové „sesazení“ jako platné zřeknutí se, pokud papež souhlasil, ale ne, pokud tak neučinil. Pozdější vývoj kanonického práva vyzněl ve prospěch papežské svrchovanosti a neponechal žádný opravný prostředek pro nedobrovolné odvolání papeže.
Posledním papežem, který rezignoval, byl Benedikt XVI., který opustil Svatý stolec 28. února 2013, kdy skutečně rezignoval. Byl prvním papežem, který tak učinil od doby Řehoře XII. v roce 1415.
Přestože se termín abdikace běžně používá v diskusích o papežských abdikacích, v oficiálních církevních dokumentech se pro papežovo zřeknutí se úřadu nepoužívá.

## Moderní postup
V latinské církvi katolické církve jsou oficiální zákony o všech záležitostech kodifikovány v latinském vydání Kodexu kanonického práva z roku 1983. Ten upravuje papežskou abdikaci v kánonu 332 §2, kde se uvádí:
- Si contingat ut Romanus Pontifex muneri suo renuntiet, ad validitatem requiritur ut renuntiatio libere fiat et rite manifestetur, non vero ut a quopiam acceptetur.[3] (Česky:[4] Stane-li se, že římský papež rezignuje na svůj úřad, vyžaduje se k platnosti, aby rezignace byla učiněna svobodně a řádně projevena, nikoli však, aby ji někdo přijal).[5]

To odpovídá kánonu 221 Kodexu kanonického práva z roku 1917, který v latině zní:
- Si contingat ut Romanus Pontifex renuntiet, ad eiusdem renuntiationis validitatem non est necessaria Cardinalium aliorumve acceptatio. (Česky:[6] Pokud se stane, že římský pontifik rezignuje na svůj úřad, nevyžaduje se pro platnost, aby rezignaci přijali kardinálové nebo kdokoli jiný[7]).

Jak kodex z roku 1983, tak kodex z roku 1917 výslovně uvádějí, že neexistuje žádný konkrétní člověk nebo skupina lidí, kterým by papež musel projevit své zřeknutí. Tím se řeší obava, kterou v dřívějších staletích vznesl konkrétně kanonista 18. století Lucius Ferraris, který zastával názor, že kardinálské kolegium nebo alespoň jeho děkan musí být informován, protože kardinálové si musí být naprosto jisti, že se papež zřekl své hodnosti, aby mohli platně přistoupit k volbě nástupce.
V roce 1996 papež Jan Pavel II. ve své apoštolské konstituci Universi Dominici gregis předvídal možnost rezignace, když upřesnil, že postupy, které v tomto dokumentu stanovil, by měly být dodržovány, „i kdyby došlo k uvolnění apoštolského stolce v důsledku rezignace nejvyššího pontifika“.

## Historie
Katolická encyklopedie uvádí historicky nejasné zřeknutí se Ponciána (230–235) a Marcelina (296–308), historicky předpokládané zřeknutí se Liberia (352–366) a zmiňuje, že jeden (blíže nespecifikovaný) katalog papežů uvádí Jana XVIII. jako toho, kdo se v roce 1009 vzdal úřadu a svůj život dokončil jako mnich.

### 11. století
První historicky nezpochybnitelnou papežskou rezignací je rezignace Benedikta IX. z roku 1045. Benedikt byl předtím také sesazen Silvestrem III. v roce 1044, a přestože se následujícího roku vrátil, aby se znovu ujal úřadu, Vatikán považuje Silvestra III. za legitimního papeže v uplynulých měsících (což znamená, že Benedikt IX. musí být považován za platně rezignujícího tím, že souhlasil se sesazením v roce 1044). Poté, co v roce 1045 na několik měsíců získal papežský úřad zpět, aby se církev zbavila skandálního Benedikta, dal Řehoř VI. za odstoupení z papežského úřadu v jeho prospěch Benediktovi „cenné statky“. Sám Řehoř odstoupil v roce 1046, protože dohoda, kterou s Benediktem uzavřel, mohla být považována za simonii. Po Řehořovi následoval Klement II. a když Klement zemřel, Benedikt IX. se vrátil, aby byl potřetí zvolen papežem, ale před smrtí v klášteře opět rezignoval. Jako papež tedy úřadoval tři období bezprostředně po sobě a třikrát odstoupil (nebo byl sesazen).

### Celestýn V.
Známé je zřeknutí se papeže Celestýna V. v roce 1294. Po pouhých pěti měsících ve funkci papeže vydal slavnostní dekret, v němž prohlásil, že je přípustné, aby papež odstoupil, a poté tak sám učinil. Ještě dva roky žil jako poustevník a poté vězeň svého nástupce Bonifáce VIII. a později byl kanonizován. Celestinův dekret a Bonifácův souhlas (nikoli jeho odvolání) ukončily mezi kanonisty jakékoli pochybnosti o možnosti platného papežského zřeknutí se.

### Západní schizma
Řehoř XII. (1406–1415) rezignoval v roce 1415, aby ukončil západní schizma, které dospělo do bodu, kdy na papežský stolec existovali tři uchazeči: Římský papež Řehoř XII., avignonský antipapež Benedikt XIII. a pisánský antipapež Jan XXIII. Před svou rezignací formálně svolal již existující Kostnický koncil a pověřil jej volbou svého nástupce.

### Benedikt XVI.
Hlavní článek: Rezignace papeže Benedikta XVI.
Benedikt XVI. se vzdal papežského úřadu 28. února 2013 ve 20:00 hodin středoevropského času (19:00 UTC) poté, co to 11. února ráno oznámil Vatikán. Byl prvním papežem, který se vzdal úřadu od rezignace Řehoře XII. na ukončení západního schizmatu v roce 1415, a prvním, který tak učinil z vlastní iniciativy od Celestýna V. v roce 1294. Jeho krok byl nečekaný, vzhledem k tomu, že papežové moderní éry zastávali funkci od zvolení až do smrti, uvedl, že ho k tomu vedlo jeho zhoršující se zdraví v důsledku vysokého věku. 12. března 2013 začalo konkláve, které mělo vybrat jeho nástupce, a byl jím zvolen kardinál Jorge Mario Bergoglio, arcibiskup z Buenos Aires, který přijal jméno František.

## Seznam papežských zřeknutí se úřadu
| Pontifikát                                                                               | Portrét | Jméno pontifikátu       | Osobní jméno                        | Důvod zřeknutí se | Poznámky |
| ---------------------------------------------------------------------------------------- | ------- | ----------------------- | ----------------------------------- | --- | --- |
| Údajná odstoupení                                                                        |         |                         |                                     | | |
| 21. července 230 – 28. září 235 (5 let+)                                                 |         | sv. Poncián             | Pontianus                           | Vyhnanství římskými úřady | Zřeknutí se je doloženo pouze v Catalogus Liberianus, který jeho zřeknutí se zaznamenává k 28. září 235, což je nejstarší přesné datum v papežských dějinách. |
| 30. června 296 – 25. října 304 (7 let+)                                                  |         | sv. Marcellinus         | Marcellinus                         | Říká se, že byl poskvrněn oběťmi pohanským bohům během Diokleciánova pronásledování.                                                                             | Zřeknutí se je doloženo pouze v Catalogus Liberianus. |
| 17. května 352 – 24. září 366 (14 let+)                                                  |         | Liberius                | Liberius                            | Vypovězen císařem Konstantinem II. | Zřeknutí se úřadu vysvětluje nástupnictví antipapeže Felixe II., ačkoli Liber Pontificalis tvrdí, že si Liberius ponechal úřad i ve vyhnanství. |
| leden 1004 – červenec 1009 (5 let+)                                                      |         | Jan XVIII.              | Fasanius                            | Abdikoval a odešel do kláštera | Zřeknutí se je doloženo pouze v jednom katalogu papežů |
| 20. ledna 1045 – 10. února 1045 (1 měsíc)                                                |         | Silvestr III.           | Giovanni dei Crescenzi–Ottaviani    | Vyhnán z úřadu návratem Benedikta IX. | Někteří tvrdí, že nikdy nebyl papežem, ale antipapežem. Oficiální vatikánský seznam ho však zahrnuje, což předpokládá, že Benedikt IX. souhlasil s jeho prvním sesazením a že nová volba byla platná. Silvestr se vrátil do svého starého biskupství a zřejmě sesazení přijal. |
| Spolehlivá odstoupení                                                                    |         |                         |                                     | | |
| 22. května 964 – 23. června 964 (1 měsíc)                                                |         | Benedikt V.             | Benedict Grammaticus                | Sesazen císařem Otou I. Velikým | Sesazen ve prospěch protipapeže Lva VIII., který pak vládl jako platný papež. Jeho abdikace je považována za platnou. Ponechal si hodnost jáhna. Zbytek života dožil v Hamburku v péči Adaldaga, arcibiskupa hambursko-březenského.                                            |
| 1) říjen 1032 – září 1044; 2) duben 1045 – květen 1045; 3) listopad 1047 – červenec 1048 |         | Benedikt IX.            | Theophylactus III., hrabě z Tuscula | Krátce sesazen z prvního papežského mandátu, po několika údajných skandálech podplacen, aby odstoupil z druhého mandátu, a odstoupil i ze svého třetího mandátu. | Nejstarší zřeknutí se uznávané v pořadí papežů. V letech 1032–1048 byl třikrát papežem. Byl jedním z nejmladších papežů, jediným mužem, který byl papežem více než jednou, a jediným mužem, který kdy prodal papežský úřad.                                                    |
| duben/květen 1045 – 20. prosince 1046 (1-rok+)                                           |         | Řehoř VI.               | Johannes Gratianus                  | Obviněn ze simonie za podplacení Benedikta IX., aby odstoupil | Abdikován nebo sesazen na synodě v Sutri |
| 5. července 1294 – 13. prosince 1294 (161 dní)                                           |         | sv. Celestin V., O.S.B. | Pietro da Morrone                   | Nedostatečná způsobilost pro výkon funkce | Celestýn neměl žádné správní zkušenosti a dostal se pod kontrolu světských politiků. Aby ochránil církev, rezignoval. Byl prvním papežem, který zavedl kánony pro zřeknutí se úřadu.                                                                                           |
| 30. listopadu 1406 – 4. července 1415 (8 let, 216 dní)                                   |         | Řehoř XII.              | Angelo Correr                       | Aby ukončil západní schizma | Odstoupil během Kostnického koncilu, který svolal jeho odpůrce, antipapež Jan XXIII. |
| 19. dubna 2005 – 28. února 2013 (7 let, 315 dní)                                         |         | Benedikt XVI.           | Joseph Ratzinger                    | Hlavní článek: Rezignace papeže Benedikta XVI. Tělesná slabost z důvodu vysokého věku (v té době 85 let)                                                         | Po zřeknutí se úřadu se stal emeritním papežem. |

## Podmíněná zřeknutí se práv, která nenabyla účinnosti
Než se papež Pius VII. (1800–1823) vydal v roce 1804 do Paříže, aby korunoval Napoleona, podepsal listinu o zřeknutí se církve, která měla vstoupit v platnost, pokud by byl ve Francii uvězněn.
Během druhé světové války sepsal papež Pius XII. dokument, který nařizoval, aby jeho rezignace vstoupila okamžitě v platnost, pokud by byl unesen nacisty, což se v srpnu 1943 zdálo pravděpodobné. Předpokládalo se, že kardinálské kolegium se evakuuje do některé neutrální země, možná do Portugalska, a zvolí jeho nástupce.
Podle dlouholetého kuriálního úředníka, kardinála Giovanniho Battisty Re, napsal papež Pavel VI. koncem 60. let nebo v roce 1970, tedy dlouho před svou smrtí, dva dopisy v očekávání své neschopnosti. Jeden dopis byl adresován kolegiu kardinálů, druhý státnímu sekretáři, jehož jméno nebylo uvedeno. Papež Jan Pavel II. je ukázal Reovi a v roce 2003 byly ukázány Benediktu XVI. V roce 2018 byl zveřejněn Pavlův dopis z 2. května 1965 adresovaný děkanovi kardinálského kolegia. Napsal v něm, že „v případě nemoci, která je považována za nevyléčitelnou nebo má dlouhé trvání a která nám brání dostatečně vykonávat funkce naší apoštolské služby; nebo v případě jiné vážné a dlouhodobé překážky“, se vzdává svého úřadu „jak biskupa římského, tak i hlavy téže svaté katolické církve“.
Papež Jan Pavel II. napsal v roce 1989 dopis, v němž nabídl rezignaci, pokud by se stal neschopným. V prvním z nich stálo, že pokud by mu špatný zdravotní stav nebo jiné nepředvídané potíže bránily „dostatečně vykonávat funkce mé apoštolské služby ... vzdávám se svého posvátného a kanonického úřadu, a to jak jako římský biskup, tak jako hlava svaté katolické církve“. V roce 1994 sepsal dokument, který zřejmě hodlal přečíst nahlas, a v němž vysvětlil, že se rozhodl, že nemůže rezignovat pouze z důvodu věku, jak se to vyžaduje od jiných biskupů, ale pouze „v případě nevyléčitelné nemoci nebo překážky“, a že tedy bude pokračovat ve svém úřadu. Ve své závěti sepsané v roce 2000 se modlil, aby mi Bůh „pomohl poznat, jak dlouho musím pokračovat v této službě“, což naznačovalo, že zřeknutí se je možné. V týdnech před jeho smrtí v roce 2005 se v tisku objevily spekulace, že by Jan Pavel mohl rezignovat kvůli svému zhoršenému zdraví.

## Neschopnost
Kanonické právo neobsahuje žádné ustanovení pro případ, kdy je papež dočasně nebo trvale nezpůsobilý ze zdravotních důvodů, ani neurčuje, který orgán je oprávněn potvrdit, že papež je nezpůsobilý. Stanoví však, že „když je římský stolec neobsazen nebo zcela znemožněn, nemají být v řízení všeobecné církve prováděny žádné novoty“.